# Красовка (Житомирская область)
Кра́совка (укр. Красівка) — село на Украине, основано в 1783 году, находится в Бердичевском районе Житомирской области.
Код КОАТУУ — 1820883001. Население по переписи 2001 года составляет 388 человек. Почтовый индекс — 13350. Телефонный код — 4143. Занимает площадь 2,035 км².

## Адрес местного совета
13350, Житомирская область, Бердичевский р-н, с.Красовка, ул.Ленина, 17